# Би Пи
„Би Пи“ (на английски: BP plc, до май 2001 г. – Бритиш Петролиум, British Petroleum) е международна енергийна компания със седалище в Лондон, Великобритания. Дружеството е третото по големина в енергийния сектор и четвъртото по големина в света. Инициалите на компанията BP произлизат от старото юридическо име British Petroleum. Енергийният гигант е най-голямата корпорация във Великобритания, имаща и свое американско подразделение, което е базирано в Хюстън, САЩ. Компанията участва в регистъра на Лондонската фондова борса и Нюйоркската фондова борса и е съставна част от индекса FTSE 100.
На 20 април 2010 г. експлозия на нефтената платформа „Deepwater Horizon“ в Мексиканския залив (платформата работи за Би Пи) довежда до смъртта на 11 души и неконтролирано изтичане на петрол в морските води, продължило близо 3 месеца. Разливът на нефт се оценява като една от най-големите екологични катастрофи в света, застрашаваща живота на екосистемите в Мексиканския залив. От своя страна компанията е подложена на сериозна критика от страна на американското правителство, неправителствени и природозащитни организации, заради невъзможността ѝ да се справи с петролния разлив. Това предизвиква сериозно поевтиняване на акциите ѝ и обществено негодувание срещу компанията.